# Brunbandad lobmätare
Brunbandad lobmätare, Nothocasis sertata är en fjärilsart som beskrevs av Jacob Hübner 1817. Brunbandad lobmätare ingår i släktet Nothocasis och familjen mätare, Geometridae. Enligt den svenska rödlistan är är bedömning av arten "ej tillämplig" i Sverige, då artens värdväxt, tysklönn, är bedömd på samma sätt för att den är införd och med hög risk för invasivitet. Brunbandad lobmätare förekommer lokalt i Skåne. Artens livsmiljö är skogslandskap. Inga underarter finns listade i Catalogue of Life.